# 里贝拉-迪尼萨
里贝拉-迪尼萨是葡萄牙波塔莱格雷区的一个堂区。总面积17.03平方公里，总人口1474人，人口密度86.6人/平方公里。